# Dipartimento di Bouza
Il dipartimento di Bouza è un dipartimento del Niger facente parte della regione di Tahoua. Il capoluogo è Bouza.

## Geografia antropica
Il dipartimento di Bouza è suddiviso in 7 comuni:

### Comuni urbani
- Bouza

### Comuni rurali
- Allakaye
- Babankatami
- Deoule
- Karofane
- Tabotaki
- Tama